# Giải bóng đá trong nhà nữ vô địch quốc gia 2022
Giải bóng đá trong nhà nữ vô địch quốc gia 2022 (Hay còn gọi: Giải Futsal nữ Vô địch Quốc gia 2022) là giải bóng đá trong nhà dành cho phái nữ của Giải Futsal nữ Vô địch Quốc gia do VFF tổ chức lần đầu tiên tại Việt Nam.

## Các đội bóng tham dự
Các đội bóng tham dự giải Futsal nữ vô địch Quốc gia 2022:
- Thái Sơn Nam Quận 8
- Hà Nội
- Phong Phú Hà Nam I
- Phong Phú Hà Nam II

## Thể thức thi đấu
Có 4 đội bóng tham dự, các đội sẽ thi đấu vòng tròn 2 lượt (lượt đi và lượt về) để tính điểm xếp hạng. Mỗi trận đấu sẽ có hai hiệp thi đấu, mỗi hiệp 20 phút bóng trong cuộc.

## Bảng xếp hạng
| VT | Đội                 | ST | T | H | B | BT | BB | HS  | Đ  | Giành quyền tham dự hoặc xuống hạng |
| -- | ------------------- | -- | - | - | - | -- | -- | --- | -- | ----------------------------------- |
| 1  | Thái Sơn Nam Quận 8 | 6  | 6 | 0 | 0 | 25 | 6  | +19 | 18 | Vô địch                             |
| 2  | Phong Phú Hà Nam 1  | 6  | 4 | 0 | 2 | 21 | 9  | +12 | 12 |                                     |
| 3  | Hà Nội              | 6  | 1 | 0 | 5 | 9  | 17 | −8  | 3  |                                     |
| 4  | Phong Phú Hà Nam 2  | 6  | 1 | 0 | 5 | 6  | 29 | −23 | 3  |                                     |

## Tóm tắt kết quả
| Nhà \ Khách         | TSNQ8 | PPHN1 | HN  | PPHN2 |
| ------------------- | ----- | ----- | --- | ----- |
| Thái Sơn Nam Quận 8 |       | 3–2   | 4–1 | 8–2   |
| Phong Phú Hà Nam 1  | 1–3   |       | 2–1 | 9–0   |
| Hà Nội              | 0–4   | 2–3   |     | 1–2   |
| Phong Phú Hà Nam 2  | 0–3   | 0–4   | 2–4 |       |

## Tổng hợp mùa giải

### Danh hiệu tập thể
- Vô địch: Thái Sơn Nam Quận 8
- Á quân: Phong Phú Hà Nam 1
- Hạng ba: Hà Nội
- Giải phong cách: Hà Nội

### Danh hiệu cá nhân
- Cầu thủ xuất sắc nhất: Nguyễn Thị Châu (Thái Sơn Nam Quận 8)
- Cầu thủ ghi nhiều bàn thắng nhất giải: Trịnh Nguyễn Thanh Hằng (Thái Sơn Nam Quận 8) với 7 bàn thắng
- Thủ môn xuất sắc nhất giải: Ngô Nguyễn Thuỳ Linh (Thái Sơn Nam Quận 8)